# Gnomonia padicola
Gnomonia padicola är en svampart som först beskrevs av Marie Anne Libert, och fick sitt nu gällande namn av Heinrich Klebahn 1908. Gnomonia padicola ingår i släktet Gnomonia och familjen Gnomoniaceae.   Inga underarter finns listade i Catalogue of Life.